# Cherif
Cherif è una serie televisiva francese di genere poliziesco, creata da Lionel Olenga, Laurent Scalese e Stéphane Drouet. È stata trasmessa dal 25 ottobre 2013 al 22 febbraio 2019 su France 2.
In Italia, la serie va in onda dal 4 gennaio 2016 al 2 luglio 2019 su Giallo.

## Trama
Capitano alla Squadra Anticrimine di Lione, Kader Cherif ama fare il suo lavoro e se ne infischia se la cosa dovesse stupire qualcuno. Poliziotto di strada, conosce la sua città come nessun altro e praticamente non lascia mai il commissariato, in quanto abita proprio di fronte. Dotato di perspicacia non comune, Cherif è solito citare frasi e aneddoti delle serie televisive poliziesche anni 70/80 a cui s'ispira. Allegro e simpatico, spesso svolge le sue indagini in maniera non proprio ortodossa, ad esempio portandosi i testimoni in casa per interrogarli davanti a una tazza di tè; questi metodi non mancano di creare attrito con la sua nuova partner, il capitano Adeline Briard, figlia del direttore della polizia giudiziaria di Parigi, trasferitasi a Lione dopo il suicidio del fratello. Curiosa anche l'auto di servizio di Cherif, una Peugeot 504 coupé, prelevata dal parco vetture sequestrate dalla Polizia.

## Episodi
| Stagione         | Episodi | Prima TV Francia | Prima TV Italia |
| ---------------- | ------- | ---------------- | --------------- |
| Prima stagione   | 8       | 2013             | 2016            |
| Seconda stagione | 10      | 2015             | 2016            |
| Terza stagione   | 10      | 2016             | 2016-2017       |
| Quarta stagione  | 10      | 2017             | 2017            |
| Quinta stagione  | 10      | 2018             | 2018            |
| Sesta stagione   | 12      | 2019             | 2019            |

## Attori e personaggi

### La polizia
- Abdelhafid Metalsi : Capitano Kader Cherif
- Carole Bianic : Capitano Adeline Briard (st. 1-5)
- Aurore Erguy: Roxane Le Goff (st. 5-6)
- François Bureloup : Brigadiere capo Joël Baudemont
- Vincent Primault : Philippe Dejax, medico legale
- Greg Germain : Jean-Paul Doucet, Direttore della polizia di Lione
- Clémence Thioly : Stéphanie Giraud, Agente (episodi da 1 a 18)
- Nathalie Blanc: Christelle Laurent, Agente dall'episodio 23)

### Gli altri
- Mélèze Bouzid : Sarah Cherif, figlia di Kader Cherif
- Élodie Hesme : Deborah Atlan, avvocato del foro di Lione e ex moglie di Kader Cherif
- Frédéric Gorny : Pierre Clément, avvocato e compagno di Deborah Atlan (3 épisodes)
- Arsène Mosca : Jean-Pierre Rochmansky,
- Arnaud Binard : Pascal Garnier, comandante dei vigili del fuoco, ha una relazione con Adeline Briard

### Personaggi

#### Personaggi principali
Kader Cherif
Kader Cherif è prima di tutto un poliziotto. La sua vocazione nasce dalla passione per le serie televisive poliziesche divorate da adolescente, negli anni '80. Gli eroi di Attenti a quei due, Kojak o ancora Starsky & Hutch hanno rappresentato per lui il modello maschile mancatogli da bambino, a seguito dell'abbandono da parte del padre Farid. Cresciuto dalla madre a Vaulx-en-Velin, Cherif ammira questi personaggi fin dall'infanzia, ed è a loro che s'ispira nel quotidiano: poliziotto affascinante e non privo di humour, i suoi metodi sono spesso sorprendenti, ma sempre efficaci. Cherif è un capitano riconosciuto e rispettato, che sa quando mettere la sua esuberanza da parte per ascoltare e osservare quanto spesso sfugge agli altri. Ha grande padronanza del suo mestiere e del suo territorio, la città di Lione di cui conosce ogni angolo. Quello che gli sfugge, invece, è il controllo della sua vita personale. Del resto Cherif non fa nulla per separare le due cose. Abita di fronte al suo ufficio e lavora davanti alle finestre del suo salone. L'ex moglie, la figlia, la nuova collega, ma anche i testimoni, i sospettati o la sua squadra sanno sempre dove trovarlo: se non è in ufficio è certamente dall'altro lato della strada. Così può capitare che Cherif si porti a casa i testimoni da interrogare perché siano a proprio agio, e utilizzi la sala degli interrogatori per parlare con sua figlia della prossima gita scolastica. Il personaggio ha origini magrebine non definite, che potrebbero essere algerine considerato l'accento della madre nell'episodio Un ami d'enfance.
L'appartamento di Cherif situato di fronte al commissariato si trova al n.1 della rue Bodin, a Lione.
Adeline Briard
Adeline Briard è la nuova collega di Cherif. Capitano di polizia, è l'esatto opposto di Kader: è riflessiva e rigorosa nel rispetto delle procedure, e si serve della tecnologia con eccellenti risultati. Per lei, che fa di tutto perché non si dica che è la figlia del direttore della polizia giudiziaria di Parigi, l'atteggiamento di Cherif è incomprensibile, ma alla fine le loro visioni contraddittorie risultano complementari. Anche se Kader può essere irritante, Adeline sa bene che con lui forma un duo professionale molto efficiente e prova rispetto per l'etica del poliziotto e tenerezza per il suo ruolo di padre, spesso disorientato. Dal canto suo Cherif ammira le qualità professionali di Adeline e non disdegna i suoi consigli sul piano personale, in particolare sulle difficoltà che incontra con la figlia adolescente. Alla fine, i due smetteranno di essere come cane e gatto per scoprire di piacersi realmente? Nella stagione 3, Adeline ritrova il suo ex, Pascal Garnier, per poi lasciarlo nuovamente.
Sarah Cherif
Sarah è la figlia adolescente che Cherif ha in custodia congiunta con l'ex moglie; se questa situazione è già difficile in generale, per un uomo che non ha conosciuto il proprio padre crescere un'adolescente è una vera impresa. Sarah rinfaccia spesso a Kader di essere super protettivo, ma in realtà tra padre e figlia c'è una grande tenerezza e ognuno impara dall'altro.

#### Personaggi secondari
Deborah Atlan
Ex moglie di Cherif e avvocato al tribunale di Lione, passa il tempo a difendere i sospettati che Kader vuole incriminare. Altri motivi di opposizione a Cherif sono forniti dalla custodia congiunta della figlia Sarah, anche se nel complesso Deborah e Kader cercano di mantenere un'atmosfera serena e distesa.
Joël Baudemont
Il brigadiere capo Joël Baudemont è della vecchia scuola e ha visto di tutto... Ce ne vuole per intaccare la sua corazza di poliziotto incallito. Sposato e padre di tre figli, appare spesso maldestro e volgare, e si diletta a "scuotere" le buone maniere del suo gruppo. Ma dietro questa immagine di gaglioffo per niente interessato al lavoro dei colleghi in borghese si nasconde un buon poliziotto sempre pronto a seguire Kader anche fuori procedura, e meno rozzo di quanto sembri.
Stéphanie Giraud
Ex agente amministrativa ormai poliziotto, mossa dalla passione per l'azione. Fa coppia con Baudemont ma, essendo molto ambiziosa, cerca di distinguersi in tutte le indagini, nella segreta speranza di farsi notare da Cherif e integrare la sua squadra, nota per i metodi poco accademici. E anche farsi notare da Cherif tout court.
Philippe Dejax
Medico legale cinico e un po' misogino, contribuisce alle inchieste con il suo parere di esperto scientifico. Molto complice con Cherif di cui invidia il potere di seduzione, sarà turbato dall'arrivo di Adeline Briard nella squadra e farà di tutto per conquistarla.
Jean-Paul Doucet
Direttore della Polizia Giudiziaria di Lione e personaggio molto carismatico. Pugno di ferro in guanto di velluto, dirige il commissariato con autorità e umanità. Rispettato per la sua carriera esemplare, sa bene che un'inchiesta non può sempre essere risolta nel rigoroso rispetto delle regole, per questo difende i metodi di Cherif, a cui è legato da un rapporto di amicizia discreta.

#### Personaggi ricorrenti
Pierre Clément
Avvocato dai modi subdoli, appare per la prima volta nell'episodio 7, dove difende un fotografo sospettato di omicidio. I suoi legami con Cherif si riveleranno più complessi di come sembrano in un primo momento.
Jean-Pierre Rochmansky
Personaggio pittoresco, è un informatore di Cherif, esperto di serate mondane, gossip e foto rubate.
Comandante Pascal Garnier
Comandante dei vigili del fuoco, appare nell'episodio Au Feu (stagione 2, episodio 9). Ex di Adeline Briard nonché migliore amico del fratello suicida di quest'ultima. Nella stagione 3 fa nuovamente coppia con Adeline, ma non durerà.

## Produzione

### Sviluppo
Nel 2010, mediante un bando di gara, France 2 cerca nuove serie televisive. L'intento di Lionel Olenga, coideatore di Cherif insieme a Laurent Scalese e Stéphane Drouet, è di proporre una serie poliziesca divertente con degli aspetti surreali e un po' sfalsati. Visti i buoni dati di ascolto della seconda serie, all'inizio del 2015 la rete rinnova il contratto per una terza e successivamente per una quarta stagione. In Italia va in onda su Giallo dal 4 gennaio 2016.

### Riprese
Contrariamente ai metodi di produzione abituali, la serie è stata girata in due tempi, dal 15 ottobre al 7 dicembre 2012 (episodi 1-4) e poi dall'11 febbraio al 5 aprile 2013 (episodi 5-8).
Alla ricerca di una città di provincia, uno dei produttori, originario di Lione, propone la sua città. La serie è dunque girata nell'agglomerato lionese. In particolare si vedono la Place Bellevue nel quartiere de La Croix-Rousse, il castello Perrache, il Palazzo di Giustizia o ancora il Fort de Montessuy. Gli interni del commissariato sono stati girati a Caluire-et-Cuire, più precisamente nella zona Périca, dove si trovava la società Majorette. Gli esterni del commissariato si trovano nella Place Bellevue, sulle alture della Croix-Rousse. Un'altra serie poliziesca di France 2 era già stata girata a Lione nel 2002, Lyon Police Spéciale, con Antoine Duléry e Bruno Slagmulder come protagonisti.
La seconda stagione di Cherif è girata sempre a Lione, dal 24 febbraio all'11 agosto 2014. Per questa stagione sono utilizzati nuovi luoghi come Rillieux-la-Pape o l'hotel Le Simplon.